# Ebosia
Ebosia — рід скорпеноподібних риб родини скорпенових (Scorpaenidae). Рід поширений в Індо-Західнотихоокеанській зоні.

## Опис
Види Ebosia характеризуються тим, що основи шипів на потиличній, тім'яній і вінцевій кістках є безперервними, при цьому тім'яної колючки є довшою і у самців створює тонкий кістяний гребінь. Ці крилатки різняться за розміром від максимальної опублікованої стандартної довжини 8,7 см в E. falcata до 22 см в E. bleekeri.

## Спосіб життя
Мешкають серед коралових рифів, у лагунах, біля узбережжя на глибині до 50 м. Активний хижак, що живиться дрібною рибою, безхребетними та молюсками.

## Класифікація
Рід містить 4 види
- Ebosia bleekeri (Döderlein, 1884)
- Ebosia falcata Eschmeyer & Rama Rao, 1978
- Ebosia saya Matsunuma & Motomura, 2014[2]
- Ebosia vespertina Matsunuma & Motomura, 2015[3]